# Anica Russo

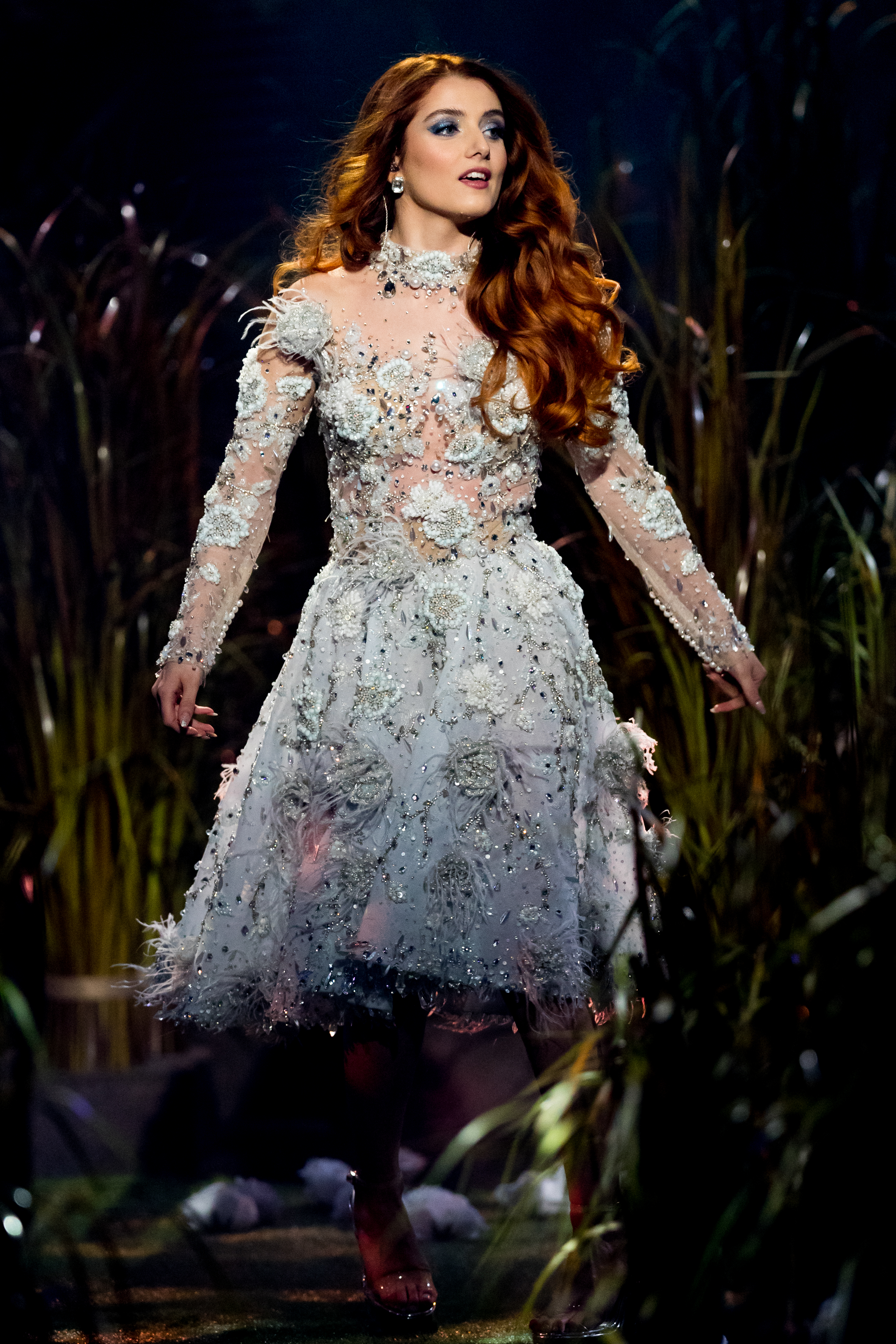
Anica Russo bei ihrem Auftritt bei Unser Lied für Liverpool (2023)

Anica Russo (* 4. Februar 2000 in Oldenburg) ist eine deutsche Singer-Songwriterin mit kroatischen und italienischen Vorfahren. Größere Bekanntheit erlangte sie durch die Teilnahme am deutschen Vorentscheid für den Eurovision Song Contest 2023 bei Unser Lied für Liverpool.

## Leben
Anica Russo wuchs als jüngstes von drei Kindern in einem kleinen Dorf in der Nähe von Oldenburg auf. Ihre Mutter ist Italienerin, ihr Vater Kroate. Sie begann als Schülerin Musik zu machen und war ab 2011 Mitglied der Stage Academie in Oldenburg. Ihr Abitur absolvierte sie 2018 in ihrer Heimatstadt, im Oktober 2018 begann sie an der Universität der Künste Berlin mit einem Studium in Gesellschafts- und Wirtschaftskommunikation.
2015 sang sie auf der Single Join me von Jones & Brock bei Warner Music. Im Jahr 2016 entdeckten sie ihre späteren Produzenten Bela Brauckmann und Gunter Papperitz über ihren YouTube-Kanal; mit den beiden produzierte sie ihre ersten Lieder. Im August 2018 veröffentlichte sie auf Bitte des DJs und Produzenten Alan Walker eine Coverversion seines Hits Darkside, den Russo bei YouTube veröffentlichte. Mit 18 Jahren bekam sie einen ersten Plattenvertrag bei Universal Music und veröffentlichte dort mehrere Singles. In der Folge war sie als Supporting-Act unter anderem für Ariana Grande, Alan Walker und Zoe Wees unterwegs. 2019 fragte der NDR sie als Sängerin für das Musikprojekt Sisters an, das für Deutschland am Eurovision Song Contest 2019 teilnehmen sollte. Sie lehnte das Angebot jedoch ab. Seit 2020 arbeitet sie unabhängig und veröffentlichte ihr erstes Album-Projekt mit dem Titel Woke Up Dreaming. Während der COVID-19-Pandemie entwickelte sie sich als Dark-Pop-Künstlerin. Zudem ist sie als Botschafterin für die JugendNotmail aktiv.
2023 nahm Anica Russo am deutschen Vorentscheid für den Eurovision Song Contest 2023 bei Unser Lied für Liverpool teil und trat mit dem Song Once Upon a Dream an. Sie platzierte sich damit auf Rang sechs.

## Diskografie

### Alben
- 2021: Woke Up Dreaming

### EPs
- 2019: Felicity

### Singles
- 2018: Progress
- 2018: Get this done (5-4-3-2-1)
- 2019: Rebel
- 2020: How I Do
- 2022: Sunday Services
- 2022: Set you on Fire
- 2022: Mirror on the Wall
- 2023: Once Upon a Dream
- 2023: Trust Issues
- 2024: Coming Home (California)
- 2024: 21st Century Girl

## Belege
1. 1 2  Songcheck Finale „Unser Lied für Liverpool“ (6): „Once Upon A Dream“ von Anica Russo. In: ESC kompakt. 21. Februar 2023, abgerufen am 23. Juni 2024.
2. ↑  Warner Music Germany: Jones & Brock - Join Me (feat. Anica) (Official video). 12. Mai 2017, abgerufen am 12. Februar 2019.
3. ↑  Anica Russo: ALAN WALKER - Darkside [live session with Anica Russo]. 11. August 2018, abgerufen am 12. Februar 2019.
4. ↑  Power mit “Progress”: Anica Russo veröffentlicht ihre erste Single und startet durch. Abgerufen am 12. Februar 2019.
5. 1 2 3  Anica Russo: Schwere Zeiten machen uns stärker. In: eurovision.de. 4. März 2023, abgerufen am 4. März 2023.